# Крассула промежуточная
Крассула промежуточная (лат. Crassula intermedia) — вид суккулентных растений рода Толстянка (Crassula) семейства Толстянковые (Crassulaceae), естественно произрастающий на территории Капской провинции Южно-Африканской Республики.

## Название
Родовое латинское название Crassula происходит от латинского слова crassus, — «толстый», в основном из-за присутствия у растений этого рода сочных листьев.
Видовой латинский эпитет intermedia происходит от лат. intermediate — «промежуточный», в связи с его сходством с некоторыми другими таксонами.

## Ботаническое описание
Многолетние растения, достигающие высоты до 20 см в период цветения, характеризуются наличием небольшого или большого числа розеток с 4 рядами листьев, которые тесно прижаты друг к другу. Форма листьев варьирует от обратнояйцевидной до округлой, их размеры составляют (8)10–30 × 10–30 мм, с закруглёнными вершинами, часто мукронированные. Листья дорзивентрально уплощены, почти мясистые, голые, за исключением густого ряда загнутых ресничек, имеющих оттенок от зелёного до тёмно-зелёного цвета; старые листья остаются прикреплёнными к стеблям.
Цветки собраны в соцветия, которые представляют собой тирсы от удлинённой до круглой формы с одним или множеством дихазиев. Каждый дихазий образует плотную гроздь сидячих цветков с выраженным цветоносом длиной 4–15 см. Чашелистики яйцевидные, длиной 1–1,5 мм, с закруглёнными вершинами, голые, за исключением длинных раскидистых ресничек, слегка мясистые, зелёного цвета с оттенками красного или коричневого. Венчик трубчатый, сросшийся у основания на 0,2–0,4 мм, белый, часто с красноватым оттенком; лепестки обратнояйцевидные или продолговато-обратнояйцевидные, длиной 2–2,5 мм, с закруглёнными вершинами, прямые и обычно почти не отогнутые; пыльники жёлтые.

## Распространение и экология
Аборигеный вид для восточной Капской провинции, где произрастает преимущественно в нижнем течении реки Фиш. Растения обитают под деревьями и кустарниками, а также в саваннах и в зарослях Олбани.
Листья вида плотно прижаты друг к другу и загибаются в сухие периоды, в то время как во влажных условиях, а также обычно во время цветения, они прямостоячие и имеют чашеобразную форму. Этот вид, а также Crassula socialis, являются единственными видами с рефлексорными стилодиями.

## Таксономия
Crassula intermedia Schönland, первое упоминание в Trans. Roy. Soc. South Africa 17: 244 (1929).